# Filtergänga
Filtergänga är den invändiga gänga som finns längst fram på de flesta kameraobjektiv. Den är till för att skruva fast tillbehör, främst filter, men även närbildslinser och konvertrar. 
Filtergängorna är standardiserade och finns i bland annat följande diametrar: 
- 28 mm
- 30 mm
- 30,5 mm
- 35,5 mm
- 37 mm
- 49 mm
- 52 mm
- 55 mm
- 58 mm
- 62 mm
- 67 mm
- 72 mm
- 77 mm
- 82 mm

Med hjälp av adaptrar, till exempel 49 mm till 52 mm, kan man använda filter för större diametrar på objektiv med mindre filtergänga. Ibland använder man reduceringsring för att ansluta en mindre filtergänga till en större objektivgänga. Det finns även adaptrar mellan filtergänga och bajonett-/skruvfattning, vilket används för att vända ett retrofokusobjektiv bak och fram; ett sätt att makrofotografera. 